# 全祿航空
俄羅斯全祿航空（Transaero Airlines）是俄罗斯首家私營航空公司，總部設於莫斯科多莫杰多沃国际机场。它主要營運國內及國際的定期及不定期航班，全球共有逾99個目的地。
俄羅斯全祿航空現時與屬天合聯盟成員的中華航空及法國航空的航班實施代碼共享。2015年中，天合聯盟成員俄羅斯航空宣佈注資進入全祿航空，以取得全祿航空75％的股權，最終未能完成交易。

## 歷史

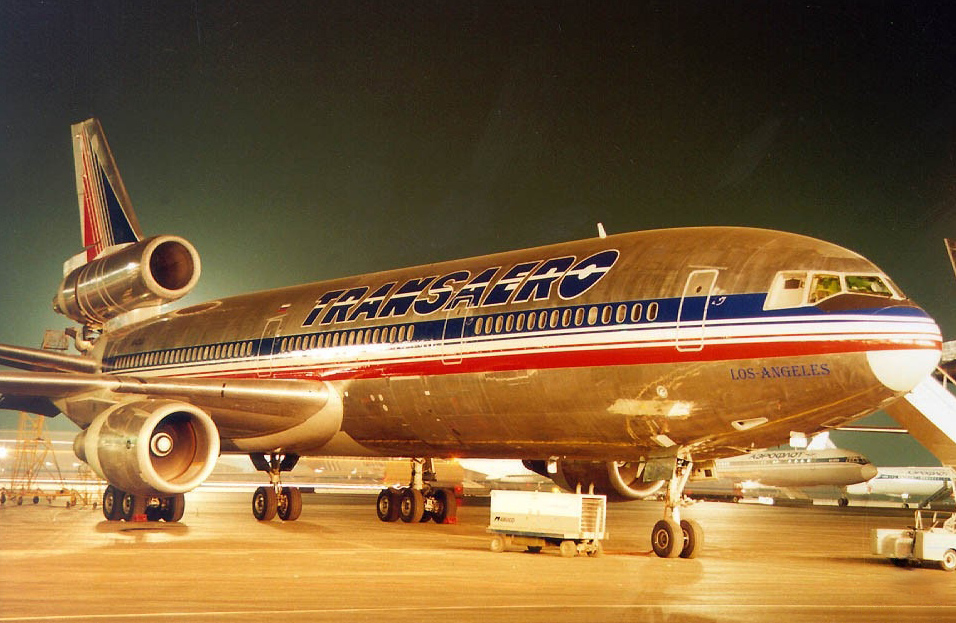
全祿航空早期曾使用麥道DC-10

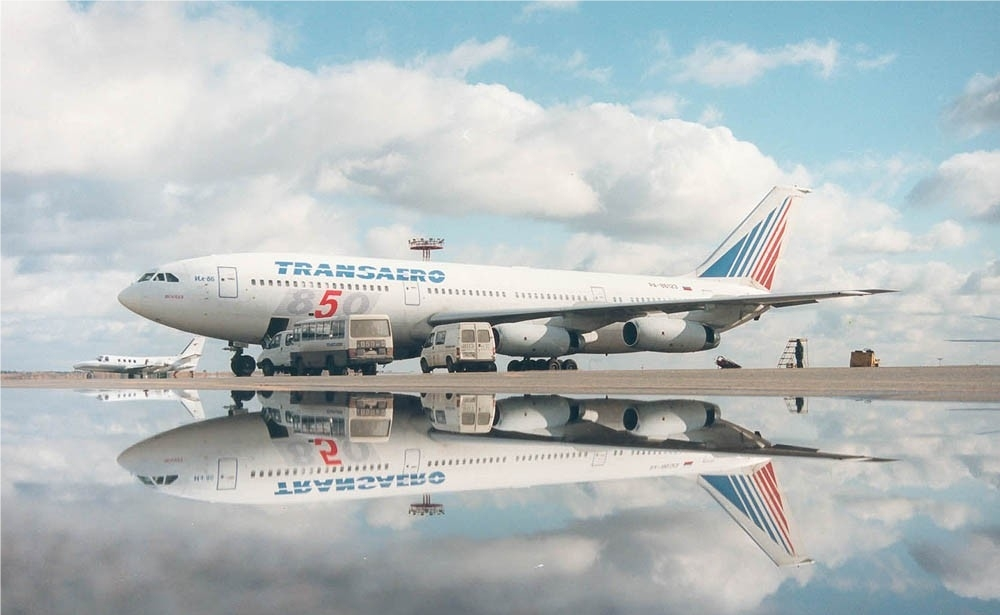
1996年全禄航空的伊尔-86

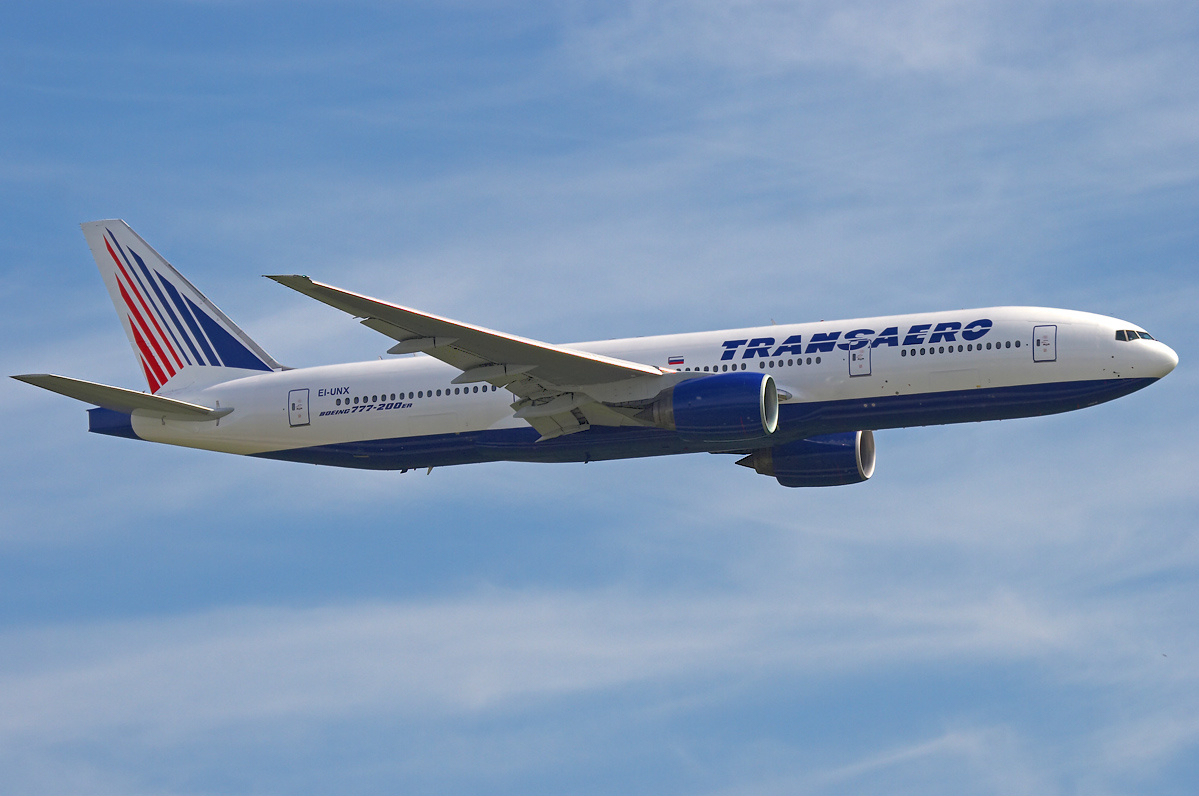
波音777-200ER

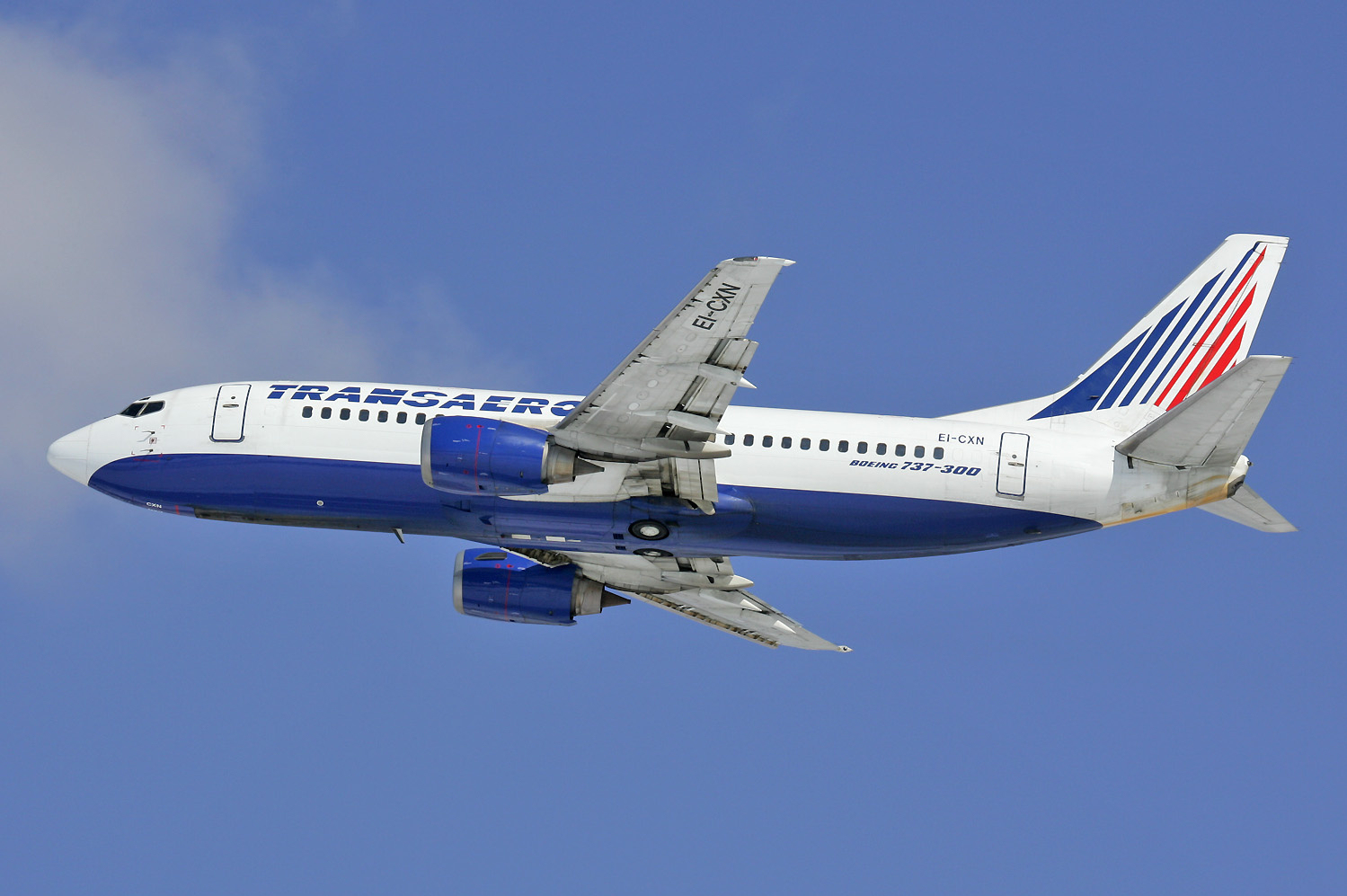
波音737-300

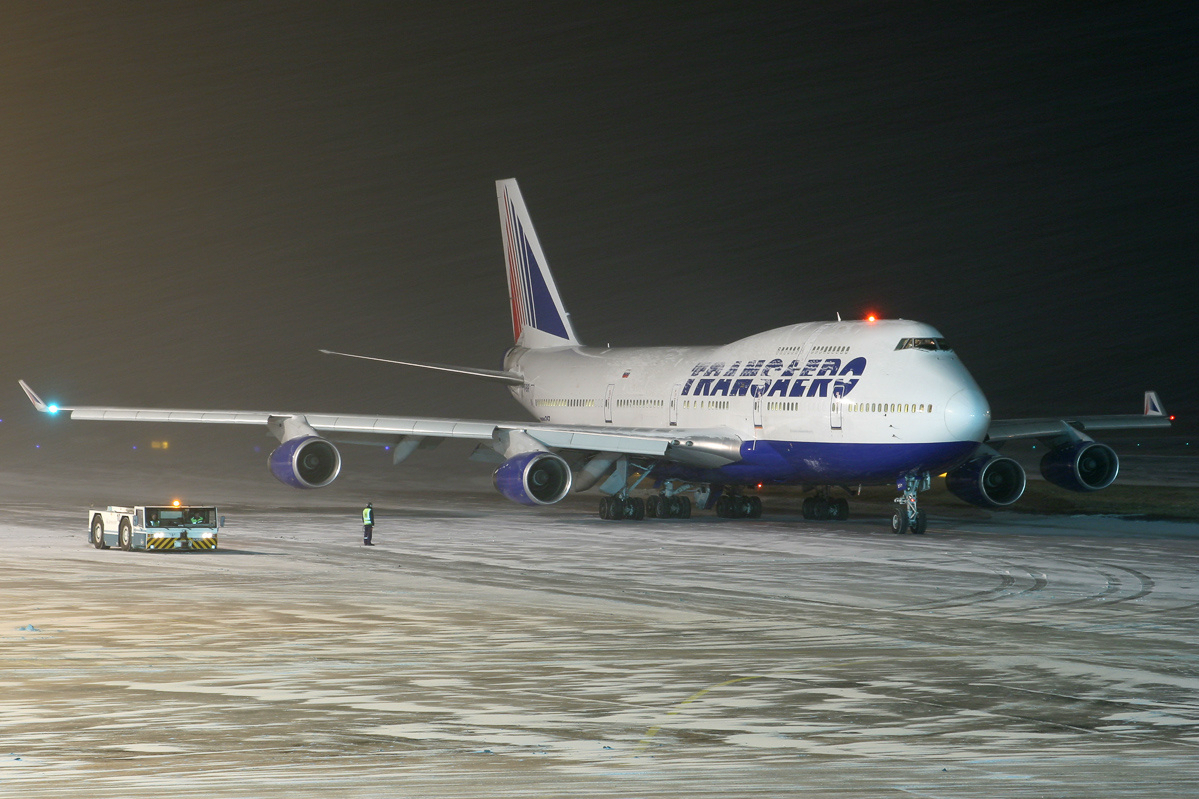
波音747-400

俄羅斯全祿航空於1990年12月28日成立，是苏联首間非政府航空公司。它初期向俄羅斯航空租賃飛機營運包機航班，並於翌年11月5日開辦首條包機航線—莫斯科往返特拉维夫。1992年7月，接收自家首架伊留申-86型飛機，並於1993年1月營運首條定期航班（莫斯科往諾里爾斯克），同時也開辦基辅、索契及阿拉木圖的定期航線，特拉維夫航線更於同年11月成為公司首條定期航班。
1993年4月，全祿航空接收首架西方製飛機—波音737-200，再於翌年4月接收第2架（波音757-200）。
全祿航空也是俄羅斯首間設立飛行常客獎勵計劃的航空公司，於1995年成立；兩年後（1997年），成為全俄羅斯首間獲聯邦航空局（FAA）飛行維修證書的航空公司。
1998年12月，開辦莫斯科至伦敦格域機場航線，同時營運首架波音737-700飛機。隨後數年，更多西方製飛機加入機隊，如波音737-300、波音737-400、波音767-200、波音767-300等等。2003年，更簽署協議購買10架圖-214-300型飛機。2005年7月11日，隨著向維珍航空租賃的一架波音747-200客機投入服務於特拉維夫航線，象徵著全祿航空成為俄羅斯首間營運747的航空公司。
2005年5月，開辦莫斯科往加拿大蒙特利尔的航線；2006年6月21日，開辦莫斯枓不停站直飛多伦多航線，惟蒙特利爾航線已於2009年停辦。
2015年9月，俄羅斯航空同意以1盧布的象徵性價錢收購全祿航空75％股份。但在2015年10月，俄羅斯航空方面放棄了有關報價，並聲稱與全祿航空及其股東沒有達成任何協議。於同一日，隨著債務已經增加到39億歐元（260十億盧布）即將面臨破產，全祿航空宣佈打算於2015年12月15日停止運作。其後，俄羅斯航空宣布接管34部原袖全祿航空租賃的飛機，其中20部是長途客機。在這公佈之後，全祿航空停止銷售所有機票和退還所有在停止服務後起程的機票，並大幅度削減、取消、暫停其航班。
2015年10月20日，競爭對手西伯利亚航空宣布有興趣購買在全祿航空50％的股份，但此計畫最終告吹。於2015年10月24日，俄羅斯當局宣布，將在48小時內吊銷全祿航空經營執照，並開始分配其航線到其他航空公司。全祿航空龐大的債務意味著持續經營將為飛機乘客構成危險。
全祿航空最後一班航機（UN160）由波音767-200ER執飛，由索科爾機場飛往莫斯科伏努科沃機場，並於2015年10月25日11時54分（UTC）抵達。

## 航點

### 中國 、美國及台灣航線服務擴充
2010年1月，全祿航空宣布將會新開辦北京、邁阿密、紐約航線，其中紐約更是自洛杉矶航線停辦後，全祿航空再次重返美國。
台灣航線方面，2002年8月，全祿航空與中華航空開辦台北 - 莫斯科包機航線，次年 2003 年底停飛。2014 年 7 月 3 日，全祿航空和華航(共用全祿航班)再度開始台北 - 莫斯科定期航班。先短期營運 (2014年7月3日開始到 2014年9月11日止)每周一班，莫斯科的周三起飛，周四由台北返回莫斯科。而由莫斯科首航台北的全祿航空 UN505 航班於 2014年7月3日上午6:51分降落桃園機場。2015年底停辦香港至莫斯科航線。

### 代碼共享協議
俄羅斯全祿航空與下列航空公司實施代碼共享：
- 奧地利航空（星空聯盟）
- 白俄羅斯航空
- 藍鷹航空
- 波羅的海航空
- 新加坡航空（星空聯盟）
- 中華航空（天合聯盟）在全祿航空結業後改為和其主要競爭對手，也是天合聯盟成員的俄羅斯航空進行原有的共用班號合作。
- 維珍航空

## 機隊

### 曾使用的飛機
- 空中客车A310-300

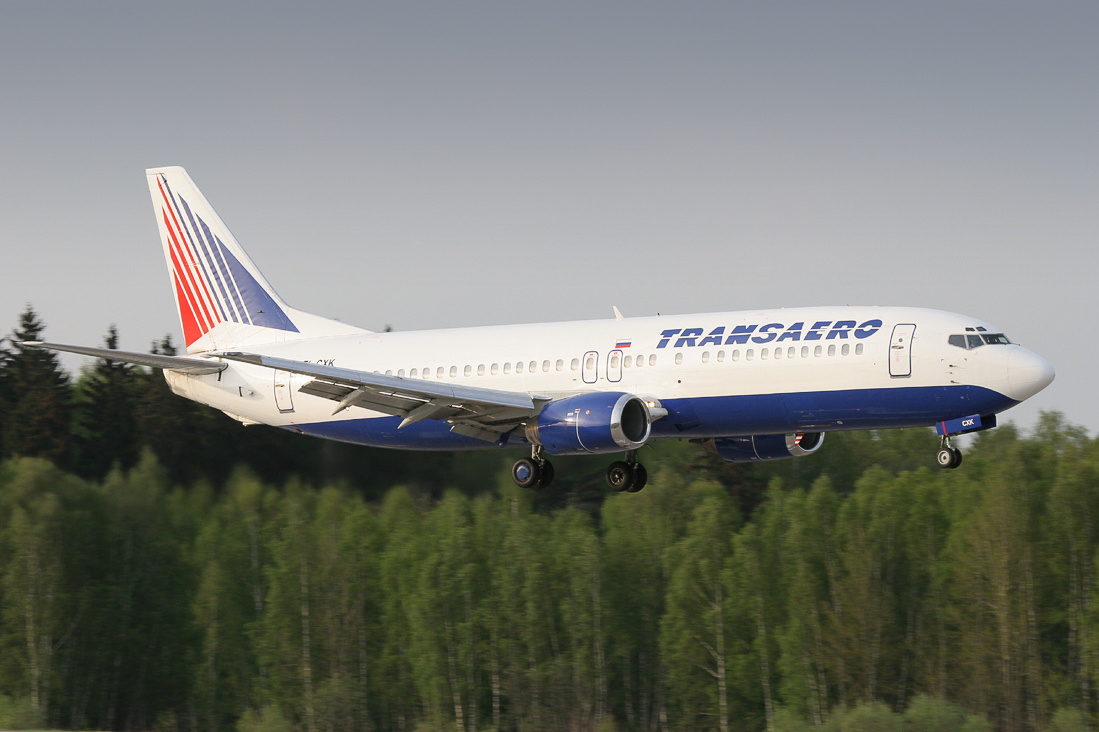
波音737-400

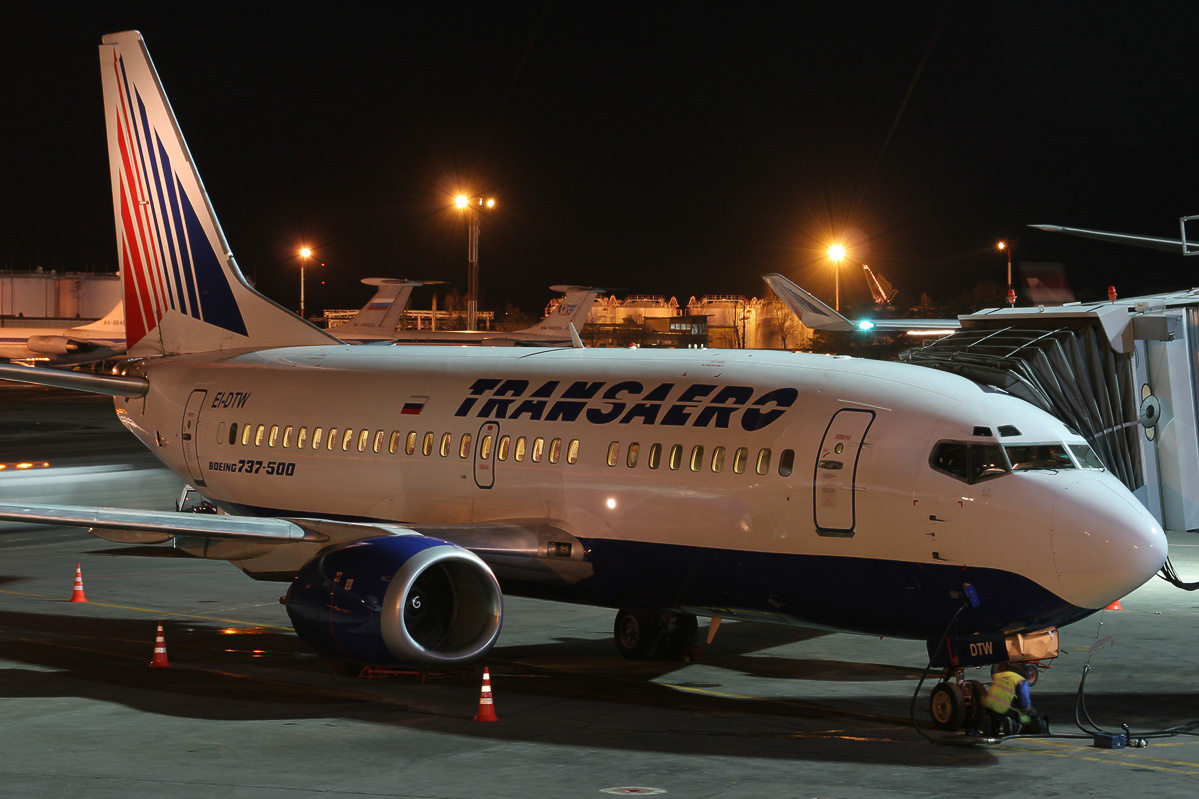
波音737-500

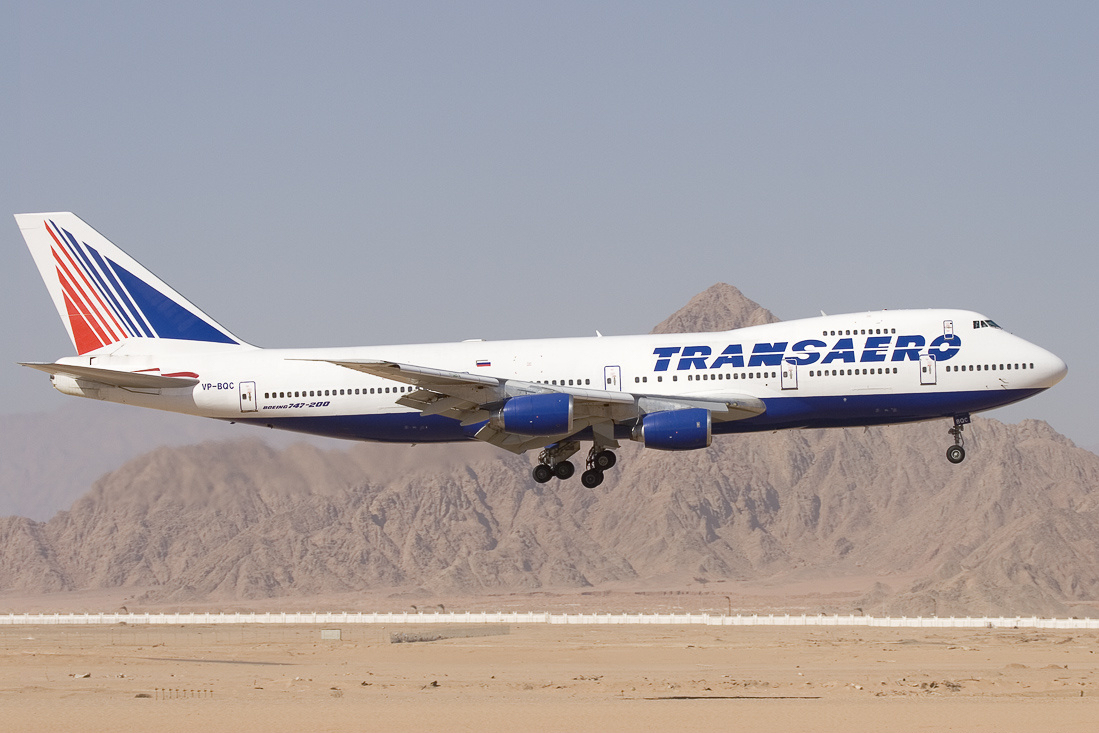
波音747-200B

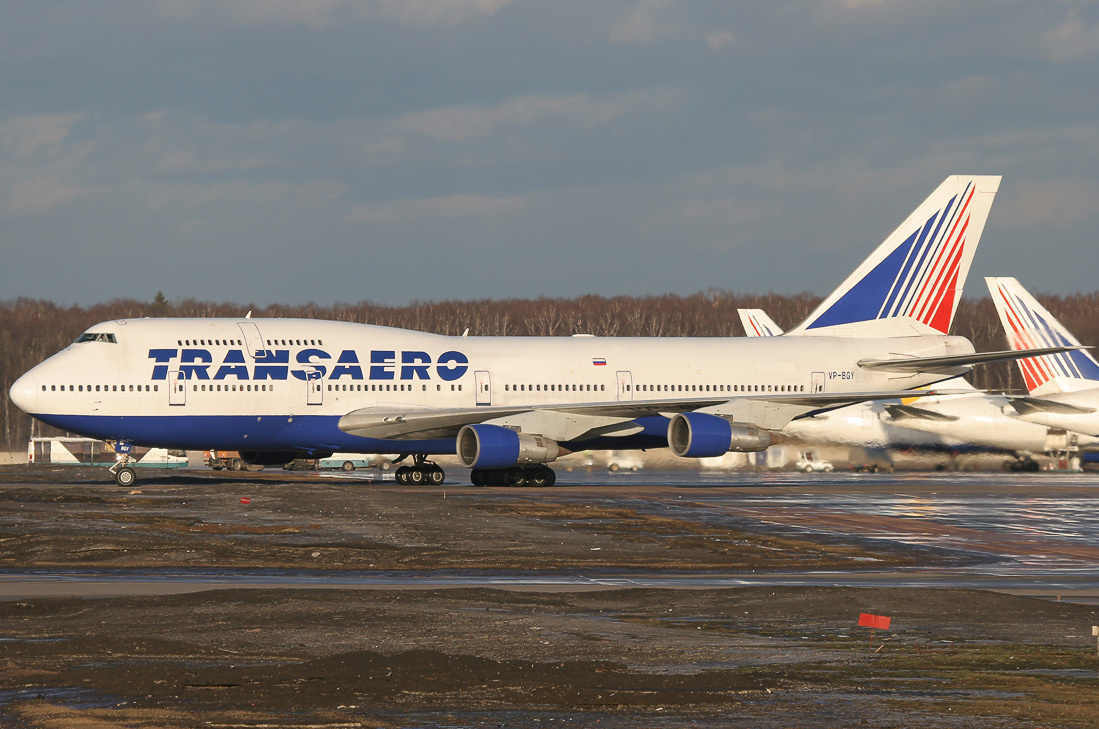
波音747-300

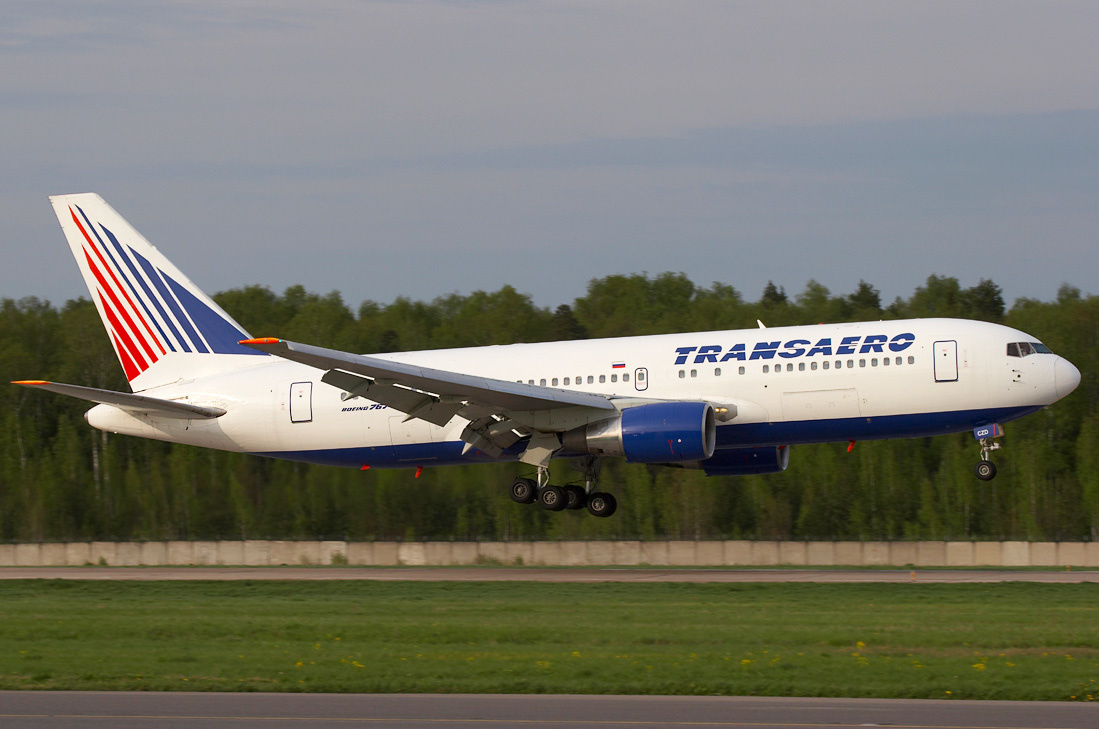
波音767-200ER

- 波音737-200/-300/-400/-500/-700/-800
- 波音747-200/-300/-400
- 波音757-200
- 波音767-200ER/-300ER
- 波音777-200/-200ER/-300
- 伊留申-86
- 麥道DC-10-30
- 圖-204-100C
- 圖-214

### 2015年5月時的機隊
截至2015年5月，俄羅斯全祿航空的機隊平均机龄为16.3年，详情如下：
俄羅斯全祿航空機隊

## 機艙等級

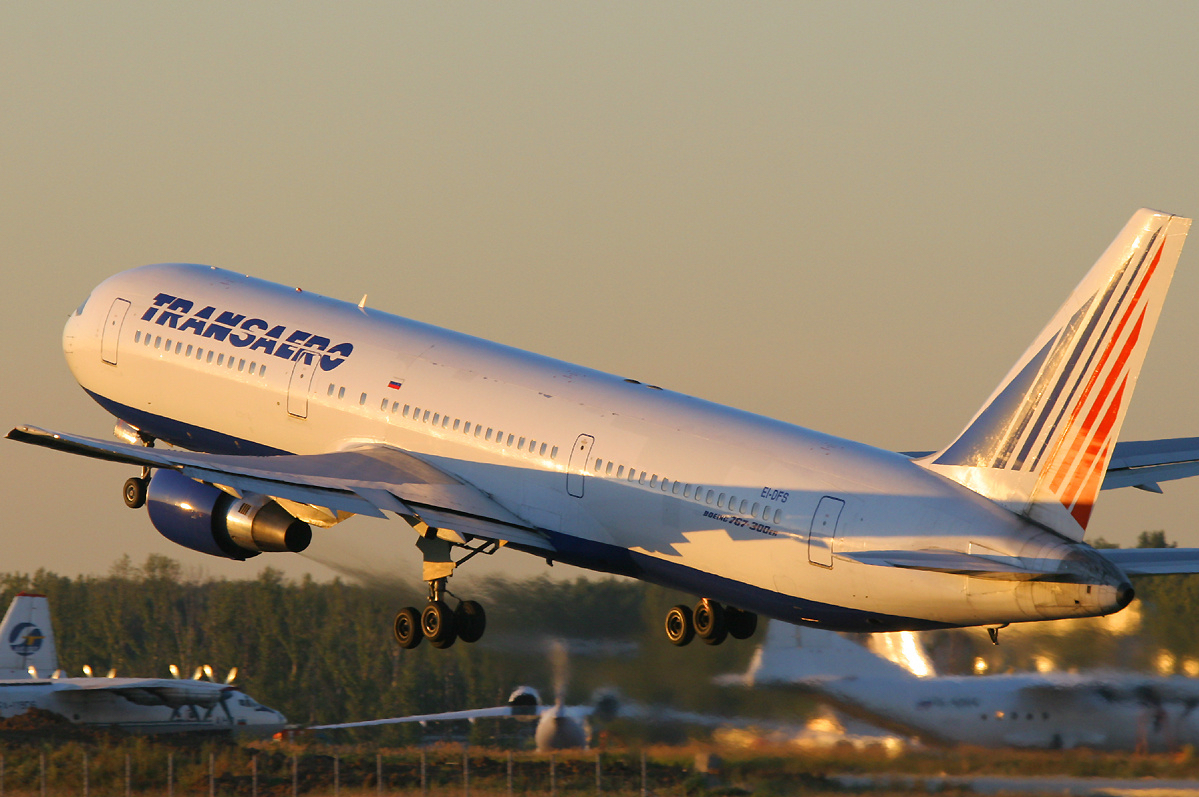
波音767-300ER

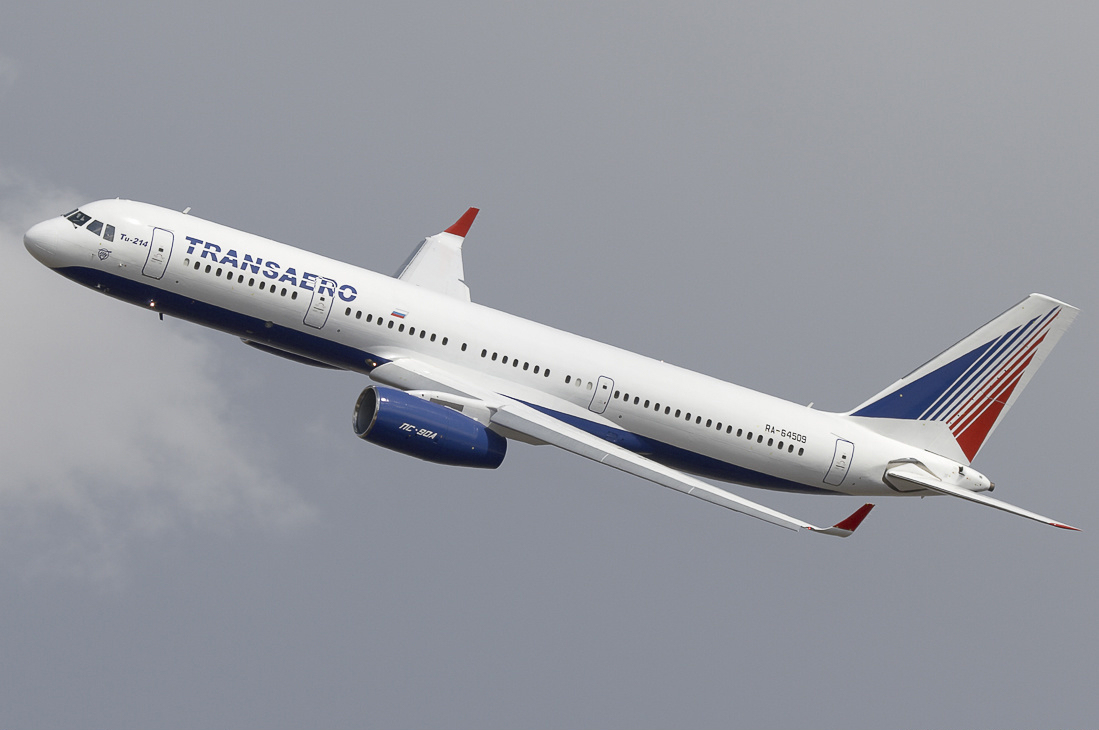
圖-214

帝國艙（Imperial Class）：乃頭等艙，配置平臥睡床式座椅，乘客可選擇俄式或歐洲式餐膳，同時也可享用出租車接送服務。
商務客艙（Business Class）：乘客可免費享用空中娛樂設施，包括音樂、電視及電視節目，餐膳有更多菜式供乘客選擇，某些國際航線的乘客抵達莫斯科後，可享用免費出租車接送服務。
豪華經濟艙（Premium Economy Class）：座椅前後距離為35.5吋及29度傾斜，餐膳有更多選擇，乘搭逾3小時航程航班的乘客更獲發個人護理包，乘客也可享用空中娛樂設施，但需繳付少量費用，而乘客也可選用指定櫃位辦理登機手續。
經濟艙（Tourist Economy Class）：座椅的椅距、傾斜度與其他一般經濟客位無異。乘客獲提供免費餐膳，也可繳付少量費用享用空中娛樂設施。

## 安全紀錄
在俄羅斯洲际航空运营期间，俄羅斯洲际航空均沒有發生過致命事故，是全俄羅斯最安全的航空公司。

## 外部連結
- 官方網站Wikiwix的存檔，存档日期2011-02-24
- 乘客評價（页面存档备份，存于）